# Jean-Christophe Rufin
Jean-Christophe Rufin (n. 28 iunie 1952, Bourges, Centre-Val de Loire, Franța) este un scriitor francez. Și-a început cariera ca medic, inclusiv în misiuni umanitare în mai multe țări, și ca diplomat. A debutat cu eseuri politice, apoi a continuat cu literatură beletristică. A scris deja mai multe romane de succes, care i-au adus notorietate, fiind ales membru al Academiei Franceze și primind mai multe premii literare și decorații importante.

## Viața și cariera
Jean-Christophe Rufin și-a petrecut prima parte din copilărie la Bourges, în departamentul Cher. Părinții lui au divorțat când avea un an și tatăl lui a plecat din localitate. Mama a plecat și ea la Paris, unde a găsit de lucru în domeniul publicității. Pe copil l-a încredințat părinților ei, care l-au crescut până la 10 ani, când mama l-a luat la ea. Bunicul, medic, îngrijise răniți în timpul Primului Război Mondial, iar în timpul celui de-al Doilea fusese deportat în lagărul de concentrare Buchenwald pentru că ascunsese luptători din Rezistență.
În 1967 a avut loc primul transplant de inimă. Aceasta l-a făcut pe tânărul Rufin, care avea atunci 15 ani, să-și găsească vocația de medic.
Și-a revăzut tatăl pentru prima oară la 18 ani, printr-o întâmplare, și cei doi nu s-au apropiat afectiv.
După ce a frecventat două licee pariziene, Jean-Christophe Rufin a urmat studii de medicină. În 1975 a devenit intern alegându-și specialitatea neurologie. În locul serviciului militar obligatoriu de atunci a fost cooperant civil la Sousse, în Tunisia, unde a lucrat la secția de obstetrică a unei maternități. A studiat și la secția de Relații internaționale a Institutului de studii politice din Paris, pe care l-a absolvit în 1979.
Până când s-a dedicat în întregime scrisului, Jean-Christophe Rufin a activat în mai multe domenii, în unele perioade în paralel: medic în spitale, participant la misiuni umanitare, funcții în guvern, diplomat, cadru didactic, scriitor.
A lucrat ca medic neurolog în mai multe spitale din Paris, dar tot ca medic s-a angajat și în misiuni umanitare. Prima la care a participat a avut loc în 1976, în Eritreea aflată în război. Mai târziu a intrat printre primii în organizația umanitară Medici fără frontiere și a participat la misiuni în Africa, America Latină, fosta Iugoslavie, Filipine etc. A fost și vicepreședinte al organizației în anii 1991-1992. În 1985 devenise deja director medical al organizației umanitare Acțiune împotriva Foametei. Între 1994 și 1996 a fost administrator al Crucii Roșii franceze, iar în 1999, administrator al asociației Primă Urgență Internațională⁠(d) în Kosovo. În 2003 a revenit la Acțiune împotriva Foametei, fiind președinte al acesteia până în 2006, după care a rămas președintele de onoare al organizației.
În 1986, Jean-Christophe Rufin s-a angajat și în funcții guvernamentale, devenind consilier al secretarului de stat pentru drepturile omului, până în 1988. A devenit diplomat în 1989, ca atașat cultural la ambasada Franței din Brazilia, până în 1990. Din acest an până în 1993 a fost director de cercetare la Institutul de Relații Internaționale și Strategice⁠(d), apoi a intrat la ministerul apărării pe funcția de consilier pe probleme de misiuni de menținere a păcii, unde a lucrat până în 1994. În 1995 a fost din nou atașat cultural în Brazilia, apoi, între 1996 și 1999 a condus misiunea umanitară franceză din Bosnia-Herțegovina. A revenit în diplomație în 2007, fiind ambasador în Senegal și în Gambia până în 2010.
Jean-Christophe Rufin a fost și conferențiar universitar la Institutul de Studii Politice (drepturile omului și relații internaționale), predând și la Colegiul Inter-armate de Apărare⁠(d) (acțiune umanitară și menținerea păcii).
Prima carte publicată de scriitor a fost eseul Le Piège humanitaire (Capcana umanitară), în 1986, urmată de alte câteva eseuri, iar primul roman scris și publicat de el a fost L'Abyssin (Abisinianul) (2001). Au urmat numeroase alte romane și scrieri de alt gen.
În 2008, Jean-Christophe Rufin a fost ales membru al Academiei Franceze.
Privind viața particulară, Jean-Christophe Rufin s-a căsătorit prima oară în 1977, dar a divorțat. S-a recăsătorit în 1986 cu Azeb Gebreyes, pe care o cunoscuse în 1976 în timpul misiunii din Eritreea. A divorțat de ea de trei ori și s-a recăsătorit cu ea de tot atâtea ori. Ea este agent literar, inclusiv al soțului ei. Scriitorul are trei copii, un băiat cu prima soție și două fete cu a doua.
O pasiune cunoscută a scriitorului este muntele și alpinismul. Petrece două treimi din an în casa lui dintr-un sat din Haute-Savoie.

## Opere
În operele lui Jean-Christophe Rufin se regăsesc elemente din activitățile sale și din actualitatea sau istoria țărilor pe care le cunoaște.
Primele sale cărți au fost eseuri politice, unele legate de activitatea sa umanitară:
- Le Piège humanitaire (Capcana umanitară), 1986;
- L’Empire et les nouveaux barbares (Imperiul și noii barbari), 1992;
- La Dictature libérale (Dictatura liberală), 1994;
- L’Aventure humanitaire (Aventura umanitară), 1994.

Romanele scriitorului sunt în general de aventuri, unele cu caracter de thriller, cu aspecte psihologice și reflectând vederile autorului în chestiuni politice și sociale.
O parte din romane au drept cadru epoci istorice și țări mai îndepărtate sau mai apropiate, fiind inspirate din evenimente și personaje reale, îmbinate cu altele, fictive.
L’Abyssin (Abisinianul) (1997) are la bază călătoriile și aventurile unui sol francez al lui Ludovic al XIV-lea în Abisinia (Etiopia).
Sauver Ispahan (Salvarea Ispahanului) (1998) continuă aventurile personajului principal din romanul precedent, de data aceasta în Persia.
Rouge Brésil (Roșu de Brazilia) (2001) bazat pe surse istorice, evocă o încercare din secolul al XVI-lea de înființare a unei colonii franceze în Brazilia, care eșuează din cauza fanatismului religios, în condițiile conflictului dintre catolici și protestanți, pe de o parte, și dintre curente ale protestantismului, pe de altă parte. Apare și opoziția dintre două civilizații, cea europeană a vremii și cea a indigenilor.
Le Grand Cœur (Marele Cœur) (2012) prezintă romanțat viața aventuroasă a lui Jacques Coeur⁠(d), personaj real, omul cel mai bogat din Franța secolului al XV-lea.
Le Collier rouge (Zgarda roșie) (2014), se situează imediat după Primul Război Mondial, în Franța, având în centru soarta unui soldat, legată de cea a câinelui său fidel.
Le Tour du monde du roi Zibeline (Regele Zibeline în jurul lumii) (2017) este un roman bazat pe informațiile existente, și completat cu ficțiune, despre viața aventuroasă a lui Maurycy August Beniowski / Móric Beňovský / Benyovszky Móric⁠(d) (1741-1786), nobil revendicat de polonezi, de slovaci și de maghiari, viață pe care a încheiat-o murind în luptă ca un fel de rege al Madagascarului.
Alte romane se situează în actualitate, unele având caracter de thriller.
Les Causes perdues (Cauzele pierdute) (1999) are drept cadru o acțiune umanitară în Eritreea, reflectându-se în el și orgoliile individuale care se confruntă în interiorul organizațiilor umanitare, precum și manipulările politice la care sunt expuse din partea oficialităților.
La Salamandre (Salamandra) (2005) are în centrul său o femeie franceză care se stabilește în Brazilia, unde se confruntă cu realitățile unei țări în același timp atrăgătoare și respingătoare prin bogăția și sărăcia, frumusețile și violența ei.
Le Parfum d’Adam (Parfumul lui Adam) (2007) este un thriller în care o agenție de detectivi particulară dezvăluie un complot al unor ecologiști extremiști împotriva speciei umane. Este primul roman din seria Les enquêtes de Providence (Anchetele agenției Providence).
Katiba (2010) este al doilea thriller din serie, în care acțiunea se îndreaptă împotriva organizației teroriste Al-Qaida în Maghrebul islamic⁠(d).
Check-point (2015) este un thriller psihologic în care un transport umanitar plecat din Franța în Bosnia aflată în război este transformat de un participant al său pentru o acțiune care nu este umanitară, fără știrea celorlalți.
Les Sept Mariages d'Edgar et Ludmilla (Cele șapte căsătorii ale lui Edgar și Liudmila) (2019) este istoria unei iubiri între un francez și o ucraineancă, ce se desfășoară din anii 1950 până în anii 2000, în mai multe țări.
Les Flammes de pierre (Flăcările de piatră) (2021) este istoria unei iubiri între un ghid de alpinism și o pariziancă, având drept cadru principal munții.
D'or et de jungle (Aur și junglă) (2024) relatează luarea în stăpânire a unei țări de către mari companii multinaționale, prin angajarea unei agenții private specializate în organizarea de lovituri de stat, care folosește pe scară largă internetul în acest scop.
În 2018, scriitorul a început seria de romane Les énigmes d'Aurel le consul (Anchetele lui Aurel consulul). Aceasta îl pune în scenă pe Aurel Timescu, un emigrat din România comunistă în Franța, ajuns mai mult întâmplător diplomat fără vocație. Lucrează cât mai puțin posibil în funcția sa de consul, trăiește pentru muzica pe care o cântă la pian pentru sine, este stângaci, demodat, disprețuit de superiorii săi vanitoși. Mânat de simțul dreptății, rezolvă cazuri criminale nerezolvate de organele abilitate, dar nu i se recunosc meritele, și după fiecare caz este transferat în altă țară. Până în 2022 au apărut cinci romane în această serie:
- Le Suspendu de Conakry (Spânzuratul de la Conakry), 2018;
- Les trois femmes du consul (Cele trei femei ale domnului consul), 2019;
- Le Flambeur de la Caspienne (Jucătorul de la Marea Caspică), 2020;
- La Princesse au petit moi (Prințesa cu un eu mic), 2021;
- Notre otage à Acapulco (Ostatecul nostru de la Acapulco), 2022;
- Le Revenant d'Albanie (Fantoma din Albania), 2025.

Jean-Christophe Rufin a scris și un roman de anticipație, Globalia (2004), care are drept cadru statul Globalia. Acesta controlează cam jumătate din planetă și asigură populației sale bunăstare și securitate în schimbul necontestării regimului. Pentru a se menține, acesta caută să prezinte populațiile necontrolate de el ca pe dușmani în fața cărora toți trebuie să fie uniți.
În domeniul ficțiunii, scriitorul a mai publicat și volumul de nuvele Sept Histoires qui reviennent de loin (Șapte istorii ce revin de departe), 2011.
Jean-Christophe Rufin mai are și alte cărți cu calități literare, dar nu de ficțiune:
- Un léopard sur le garrot. Chroniques d’un médecin nomade (Un leopard pe greabăn. Cronici ale unui medic nomad), 2008 – autobiografie[10];
- Immortelle randonnée. Compostelle malgré moi (Drumeție nemuritoare. Santiago de Compostela fără voie), 2013 – relatare despre o călătorie pe unul din drumurile sfântului Iacob[36];
- Montagnes humaines (Munți umani), 2021 – dialoguri cu scriitorul Fabrice Lardreau⁠(d) despre virtuțile alpinismului practicat cu prieteni[37];
- Un été avec Alexandre Dumas (O vară cu Alexandre Dumas), 2025 – biografia lui Alexandre Dumas tatăl.

## Recepția operei
Operele lui Jean-Christophe Rufin au în general succes atât la public, cât și la critică. O recunoaștere majoră a valorii lor literare este alegerea scriitorului ca membru al Academiei Franceze. Mai multe sau mai puține dintre operele sale sunt traduse în peste 20 de țări. În română au apărut:
- Spânzuratul de la Conakry, Crime Sceene Press, 2019, ISBN 978-606-8959-39-9[38];
- Regele Zibeline în jurul lumii, Polirom, col. Biblioteca Polirom, 2020, ISBN 978-973-46-8234-8
- Cele trei femei ale domnului consul, Crime Sceene Press, 2021, ISBN 978-606-8959-57-3

Au fost ecranizate două romane ale scriitorului:
- Rouge Brésil (Roșu de Brazilia) (2012) – miniserial de televiziune;[39]
- Le collier rouge (Zgarda roșie) (2018) – film de cinema.[40]

O seamă de opere ale scriitorului au fost distinse cu premii:
- 1994 – La Dictature libérale – Premiul Jean-Jacques Rousseau⁠(d);
- 1997 – L’Abyssin – Premiul Méditerranée⁠(d) și Premiul Goncourt pentru primul roman⁠(d);
- 1999 – Les Causes perdues – Premiul Erwan-Bergot⁠(d) și Premiul Interallié⁠(d);
- 2001 – Rouge Brésil – Premiul Goncourt;
- 2013 – Immortelle Randonnée. Compostelle malgré moi – Premiul Nomad's[42];
- 2014 – Immortelle Randonnée. Compostelle malgré moi – Premiul Pierre Loti;

– Le Collier rouge – Premiul Maurice Genevoix⁠(d);
- 2015 – Check point – Premiul Grand Témoin[43];
- 2018 – Le Suspendu de Conakry – Premiul Arsène Lupin[44].

## Alte distincții
- 2006 – Doctor honoris causa în litere al Universitatea Laval⁠(d) din Canada[45];
- 2013 – Ofițer al Legiunii de onoare[46];
- 2021 – Comandor al Ordinul Artelor și Literelor⁠(d), și membru al consiliului acestui ordin[47].